# Manius Curius Dentatus
Manius Curius Dentatus est un homme politique romain, consul en 290, 275 et 274 av. J.-C. Il est resté célèbre pour sa frugalité et son désintéressement, jouant un rôle proche de celui de Lucius Quinctius Cincinnatus dans l'imaginaire des Romains.

## Famille
Il fait partie de la gens Curia. Il est le fils et le petit-fils d'un Manius Curius. Son nom complet est Manius Curius M'.f. M'.n. Dentatus. Son cognomen Dentatus signifierait qu'il est né avec des dents.

## Biographie

### Tribunat plébéien (298)
Dentatus est tribun de la plèbe vers 298 av. J.-C. Il s'oppose à l'interroi Appius Claudius Caecus, consul en 307 av. J.-C., alors que ce dernier refuse la candidature de plébéiens pour les élections des magistrats en exercice l'année suivante. Il parvient à convaincre les sénateurs de ratifier d'avance l'élection des magistrats plébéiens nommés dans les comices,.
Caecus ayant été interroi trois fois et étant donné que seul son troisième interrègne est daté, l'année du tribunat plébéien de Dentatus n'est pas certaine. Si l'année 298 av. J.-C. paraît être la plus probable, selon Tite-Live, c'est Publius Sulpicius Saverrio qui mène les élections à terme cette année-là. Il est possible que l'opposition de Dentatus ait suffisamment retardé les élections pour qu'un nouvel interroi succède à Caecus.

### Premier consulat (290)
Il est élu une première fois consul en 290 av. J.-C., à la fin de la troisième guerre Samnite, avec Publius Cornelius Rufinus pour collègue. Les deux consuls prennent part à la campagne finale de la guerre contre les Samnites. Dentatus défait les Samnites ainsi que les Prétutiens. Il obtient l'honneur de célébrer deux triomphes, le premier pour ses victoires sur les Samnites et le deuxième pour ses victoires sur les Sabins. 

« Manius Curius Dentatus triompha d'abord des Samnites, qu'il soumit entièrement jusqu'aux rivages de la mer Supérieure. De retour à Rome, il dit dans l'assemblée : « J'ai pris tant de pays, que ce serait une solitude, si je n'avais pris autant d'hommes; et j'ai pris tant d'hommes, qu'ils mourraient de faim, si je n'avais pris autant de territoire. » En second lieu, il triompha des Sabins ; puis il obtint l'ovation pour sa victoire sur les Lucaniens ; ce fut avec l'ovation qu'il entra dans Rome. »

— Aurelius Victor, Hommes illustres de la ville de Rome, XXXIV

### Préture suffect (284)
Dentatus est mentionné par Polybe dans sa description des campagnes romaines contre les Celtes d'Italie et les Étrusques en 284/283 av. J.-C. Ces mêmes évènements sont également mentionnés par Appien mais son récit diverge sur certains points, notamment sur le fait que Dentatus ait pu prendre un commandement militaire. Selon Polybe, le consul de 284 av. J.-C., Lucius Caecilius Metellus Denter, marche avec son armée consulaire vers le nord de l'Italie pour venir en aide à la cité d'Arretium, assiégée par les Sénons qui ont traversé les Apennins. Le consul temporise le temps de négociations et se voit peut-être prorogé à la tête de son armée en tant que préteur alors que son mandat consulaire s'achève. Il est tué avec sept de ses tribuns lors de la bataille qui s'ensuit au début de l'année 283 av. J.-C. après l'échec des négociations. Dentatus aurait été nommé préteur suffect (praetor suffectus) pour le remplacer, à moins qu'il n'ait été élu consul suffect dans l'hypothèse où la bataille a lieu l'année précédente, alors que Metellus Denter est encore consul.
Après le désastre subi par l'armée de Metellus Denter, Dentatus décide de négocier de nouveau avec les Gaulois Sénons. Selon Polybe, les legati romains ont pour mission d'obtenir la libération des prisonniers, alors que selon Appien, les Romains profitent de cette ambassade pour accuser officiellement les Sénons d'avoir violé un traité en fournissant des mercenaires aux Étrusques et en capturant des soldats romains, alors qu'ils sont techniquement considérés comme socii. Quoi qu'il en soit, aucune demande de rançon ni aucun échange ne sont mentionnés par les auteurs antiques. Les Gaulois mettent brutalement fin aux pourparlers et les émissaires romains sont exécutés.
À la nouvelle de la mort des legati, les Romains font mouvement vers les Sénons avec l'objectif d'obtenir réparation. Cette armée défait les Gaulois lors d'une bataille rangée, mais Polybe ne précise pas le nom du général. Il pourrait s'agir de Dentatus mais plus probablement du consul en exercice en 283 av. J.-C., Publius Cornelius Dolabella. En effet, après la lourde défaite romaine devant Arretium, plusieurs peuples d'Italie parmi lesquels les Étrusques, les Samnites et les Lucaniens, soumis depuis peu à Rome ou en passe de l'être, se soulèvent. Dentatus aurait quitté l'Étrurie pour être envoyé contenir les Lucaniens. À l'issue d'une campagne victorieuse, Dentatus aurait reçu l'honneur de célébrer une ovation (ovatio de Lucanis). Cet honneur est rarement décerné durant cette période, la dernière occasion remonte à 360 av. J.-C. et il faut attendre 211 av. J.-C. pour l'occasion suivante.

### Deuxième consulat (275)

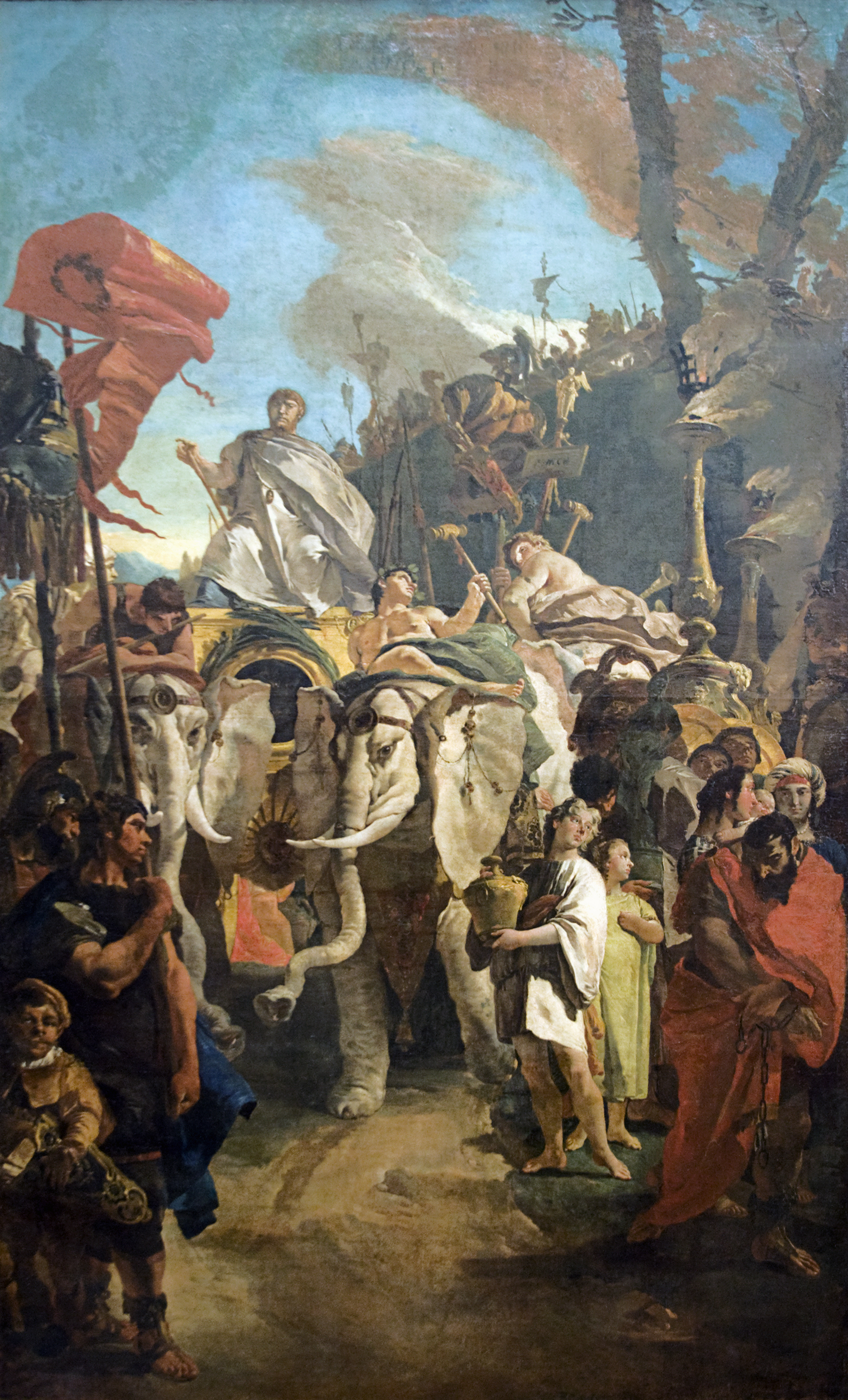
Giambattista Tiepolo, « Triomphe de Manius Curius Dentatus », milieu XVIII.

Dentatus devient consul pour la deuxième fois en 275 av. J.-C. avec Lucius Cornelius Lentulus Caudinus pour collègue. Il inflige à Pyrrhus Ier, roi d'Épire, sa dernière défaite en Italie lors de la bataille de Beneventum, près de Tarente. Il célèbre un double triomphe pour ses victoires sur les Samnites et sur Pyrrhus.
Après avoir chassé Pyrrhus d'Italie, Dentatus ne touche pas au butin royal qu'il redistribue parmi son armée et à Rome. Le Sénat accorde par un décret sept arpents de terre à chaque citoyen, quarante selon Aurelius Victor, et cinquante à Dentatus, mais celui-ci ne veut pas dépasser la surface assignée au peuple. Comme certains soldats protestent qu'ils n'en ont pas assez, Dentatus répond qu'aucun Romain ne doit trouver trop petite une terre qui suffit à le nourrir. En récompense de ses services, le Sénat lui donne une ferme près du mont Tiphate et cinq cents arpents de terre.

### Troisième consulat (274)
Dentatus est consul une troisième et dernière fois en 274 av. J.-C. avec Servius Cornelius Merenda pour collègue. Au cours de ce mandat, peut-être dès l'année précédente, Dentatus supervise la colonisation des territoires sabins récemment conquis et entreprend un important réaménagement territorial autour de Reate (ager Reatinus), projetant de détourner les eaux du Velino dans celles de la Nera pour assécher partiellement la vallée marécageuse du Velino.

### Censure (272)
Il est censeur en 272 av. J.-C. avec Lucius Papirius Praetextatus pour collègue. L'élection de nouveaux censeurs si tôt après la dernière censure de 275/274 av. J.-C. s'explique peut-être par la nécessité de mener à bien des travaux publics d'envergure. Selon Frontin, Dentatus utilise une partie de sa richesse personnelle pour faire construire l'aqueduc de l'Anio. Praetextatus meurt au cours de son mandat mais Dentatus ne semble pas démissionner afin de poursuivre les travaux.
Dentatus poursuit la réorganisation du territoire sabin autour de Reate avec le creusement d'un canal (Cavo Curiano, canale delle Marmore en italien) pour acheminer l'eau du Velino dans la rivière Nera, créant ainsi la cascade artificielle des Marmore. L'eau de l'antique lac du Velino est drainée, faisant baisser le niveau de ce dernier qui se divise en plusieurs lacs mineurs. Il fait également construire une route reliant Reate à Interamna connue sous le nom de Via Curia.

### Duumvirat (270)
Deux ans plus tard, Dentatus est nommé duumvir Aquae Perducendae par le Sénat avec Marcus Fulvius Flaccus pour superviser la mise en eau de l'ouvrage mais meurt seulement cinq jours après sa nomination, en 270 av. J.-C. et ne voit pas l'aqueduc en état de fonctionnement,.

## Postérité
Manius Curius Dentatus demeure une figure mythique pour les Romains, un modèle de vertu, « le modèle le plus accompli de la frugalité romaine et aussi le plus parfait exemple de la bravoure », regardant « comme un citoyen peu digne de la République celui qui ne savait pas se contenter de la part attribuée à tous les autres ». Les auteurs antiques illustrent ces traits de caractères par l'anecdote des ambassadeurs samnites venus corrompre Dentatus.

« [Dentatus] offrit aux ambassadeurs des Samnites le spectacle d'un consulaire assis sur un banc rustique auprès de son feu et mangeant dans une écuelle de bois. Quant à la qualité des mets, elle se laisse deviner à l'appareil du service. Il ne témoigna que du mépris pour les richesses des Samnites. Eux par contre, s'étonnèrent de sa pauvreté. Ils avaient apporté une grande quantité d'or comme présent offert par leur république et ils l'invitèrent en termes aimables à l'accepter. Curius se mit à rire : « Vous êtes chargés, leur dit-il aussitôt, d'une mission bien vaine, pour ne pas dire ridicule. Allez dire aux Samnites que [Manius] Curius aime mieux commander à des hommes riches que de devenir riche lui-même. Remportez votre présent. Si précieux qu'il soit, l'or n'a été trouvé que pour le malheur des hommes. Souvenez-vous qu'on ne peut ni me vaincre sur le champ de bataille ni me corrompre par de l'argent. »

— Aurelius Victor, Hommes illustres de la ville de Rome, XXXIV, 3
Manius Curius Dentatus sert d'exemple à suivre pour les Romains comme le montre Plutarque dans sa biographie de Caton l'Ancien qui a vécu un siècle après Dentatus.

« [La] maison de campagne [de Caton] était voisine de celle qu’avait habitée Manius Curius, celui qui obtint trois fois les honneurs du triomphe. Caton y allait souvent ; et, lorsqu'il considérait le peu d'étendue de cette terre et la simplicité de l'habitation, il pensait en lui-même quel homme ce devait être que Curius, qui, vainqueur des nations les plus belliqueuses, après avoir chassé Pyrrhus de l'Italie, et être devenu le plus grand des Romains, cultivait lui-même ce petit coin de terre, et, décoré de trois triomphes, habita toujours une maison si pauvre. [...] Caton s'en retournait, tout occupé de ces pensées ; et, examinant de nouveau sa maison, ses champs, ses esclaves et toute sa dépense, il redoublait de travail et réformait tout ce qu'il trouvait chez lui de superflu. »

— Plutarque, Vies parallèles, Marcus Caton, III
La modestie et le désintéressement dont a fait preuve Dentatus selon la tradition est un thème récurrent chez les peintres entre le XVIIe et le XIXe siècle.

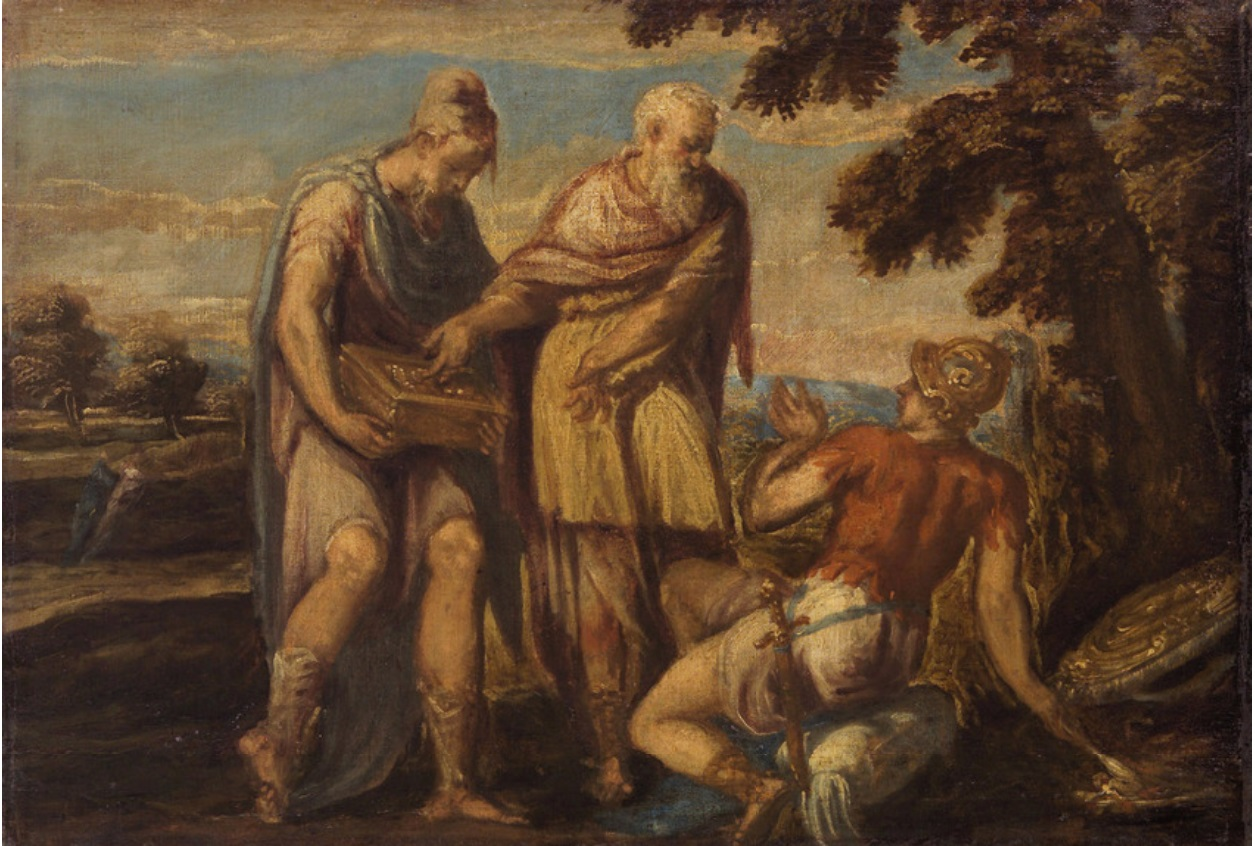
Andrea Schiavone, « Manius Curius Dentatus refusant les présents des Samnites », 1555-1560
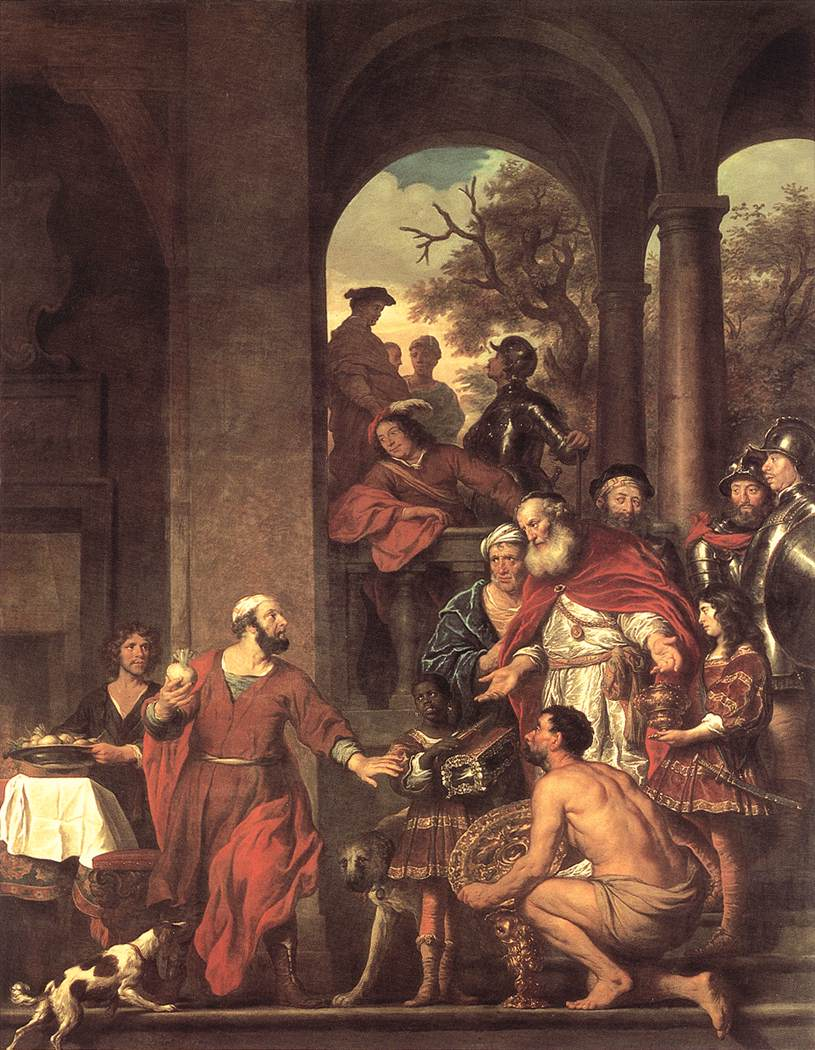
Govert Flinck, « Curius Dentatus préférant les navets à l'or », 1656.
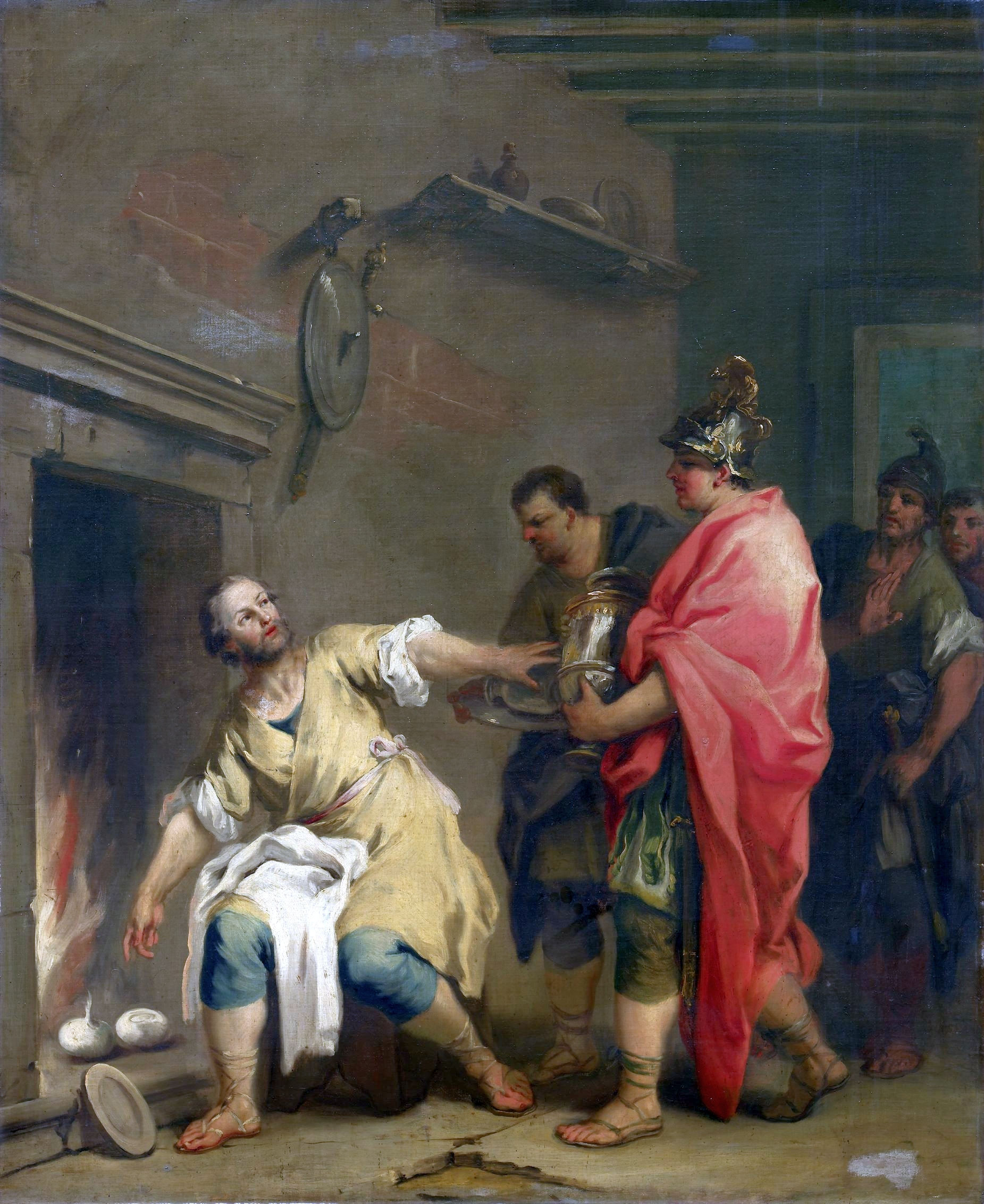
Jacopo Amigoni, « Curius Dentatus et les navets », début XVIIIe siècle.
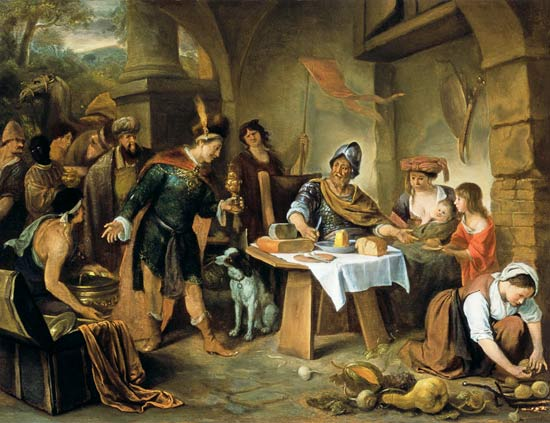
Jan Steen, « Manius Curius Dentatus » et les ambassadeurs samnites, milieu XVIIe siècle.
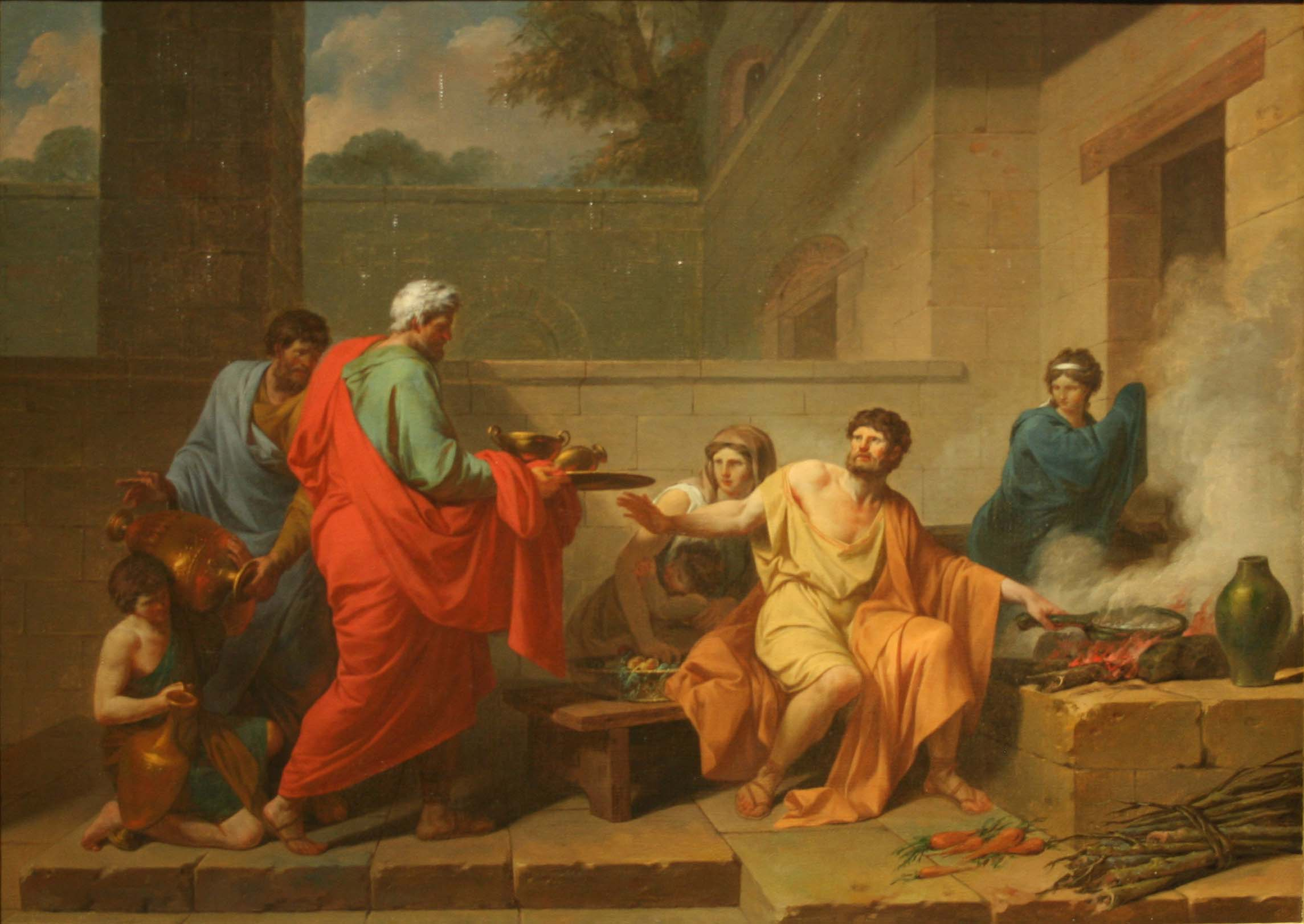
Jean-François-Pierre Peyron, « Manius Curius Dentatus refusant les présents des Samnites », 1787.
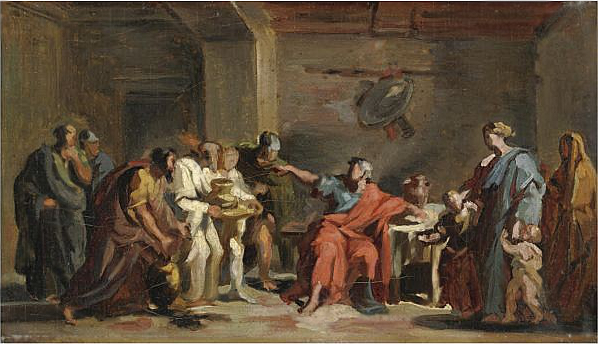
Vincenzo Camuccini, « Manius Curius refusant les dons des Samnites », début XIXe siècle.